# 통방이

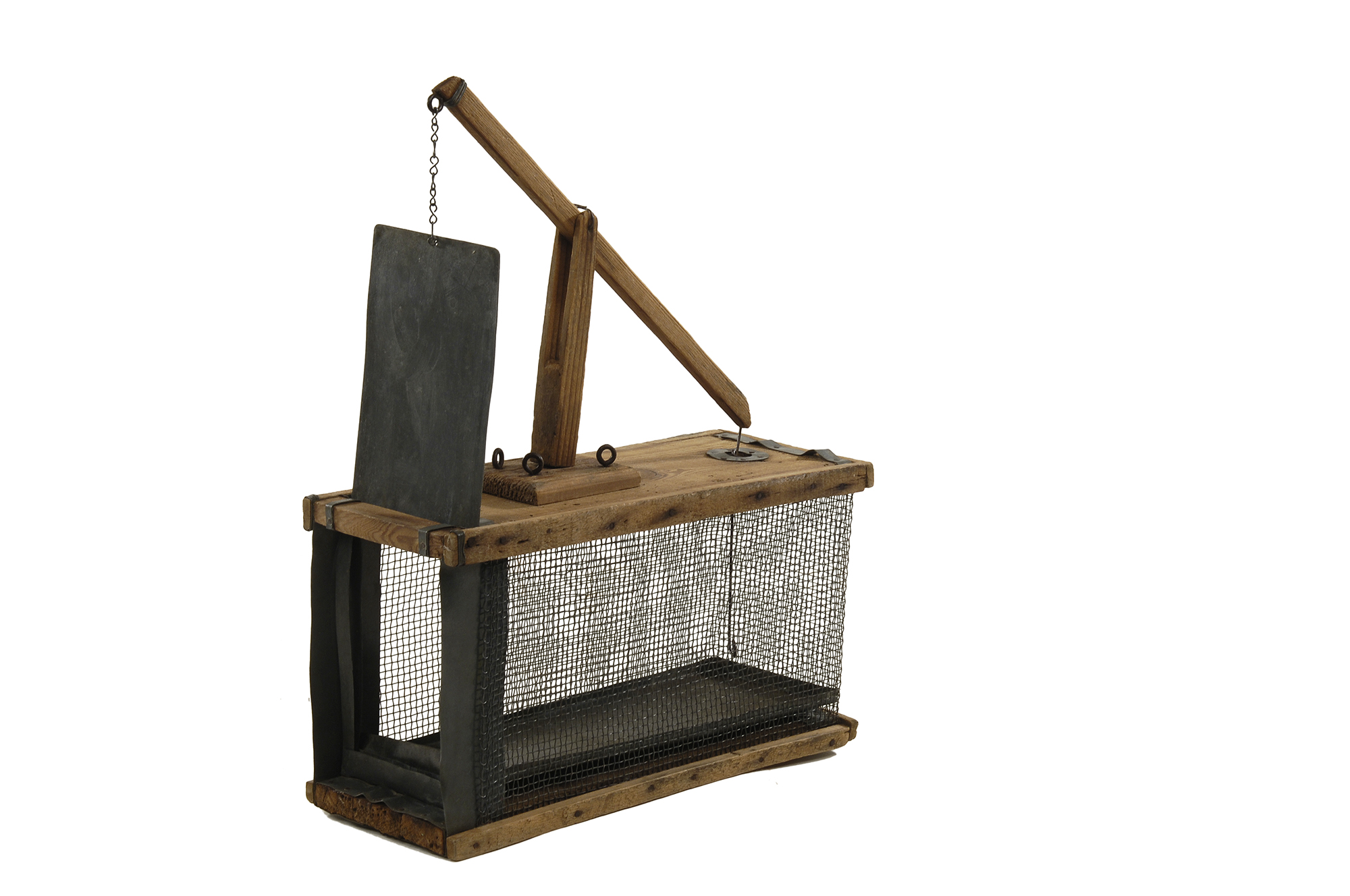

통방이(cage trap)는 덫의 일종이다. 한쪽이 막힌 상자 모양으로 만들어 안에 미끼를 넣는다. 짐승이 미끼나 기계장치를 건드리면 문이 닫히면서 짐승을 가둔다.